# Зарин
Зарин или GB е извънредно токсично органофосфорно химично съединение с формула [(CH3)2CHO]CH3P(O)F.

Той е безцветна течност, без миризма и без вкус, и се използва като химическо оръжие - бойно отровно вещество с нервно-паралитично действие. Класифициран е като оръжие за масово поразяване съгласно резолюция 687 на ООН. Производството и складирането на зарин са забранени с Конвенцията за химическите оръжия от 1993 г.

## История
Първият нервно-паралитичен агент – табун, е открит от германския учен Герхард Шрадер през 1936, докато прави опити за създаване на високоефективен инсектицид за компанията ИГ Фарбен (конгломерат на БАСФ, Байер, Хьохст и Агфа). Вместо това той открива химикал, чудовищно токсичен за хората и всички бозайници. Скоро след това, през 1938, Шрадер и група негови сътрудници откриват още по-токсичен химикал – изопропил метилфосфонофлуоридат, наречен зарин (sarin) по инициалите на откривателите (Schrader, Ambros, Ruediger, Van der Linde).

## Получаване
Прекурсори за производството на зарин са изопропилов алкохол и метилфосфонил дифлуорид:
CH3P(O)F2 + (CH3)2CHOH → [(CH3)2CHO]CH3P(O)F + HF
Зарин може да бъде съхраняван и като бинарен заряд от двете съставки и смесването да се извърши непосредствено преди или след изстрелването на заряда (снаряд, ракета или авиобомба). По този начин се избягват и рисковете при съхранението, както и проблема с нетрайността и сравнително бързият саморазпад на чистия зарин – от няколко седмици до няколко месеца в зависимост от техническата чистота и наличието на добавки и стабилизатори.

## Поразяващо действие и първа помощ
Механизмът на действие на зарина наподобява действието на други, често използвани инсектициди от групата на органофосфатите и карбаматите, като карбарил(севин), малатион(карбофос), метомил(ланат) и др. Подобно на другите нервнопаралитични агенти (табун, зоман, циклозарин, VR, [[VX]] и др.), заринът атакува нервната система. Той е мощен инхибитор на ензима ацетилхолинестераза, заринът взаимодейства с нея, като образува ковалентна връзка. По този начин се блокира действието на ензима, отговорен за разграждането на ацетилхолина, произвеждан от нервните окончания (синапси) при предаването на нервните импулси. Това води до непрекъснато предаване на нервните импулси и, в крайна сметка – до парализа и смърт.
Заринът притежава поразяващо действие при всички пътища на проникване в организма – през устата, през кожата и по дихателен път. Смъртта може да настъпи изключително бързо – в рамките на една минута след поемането на летална доза, ако не бъде приложена противоотрова. При вдишване на пари или аерозоли или при проникване през кожата на зарин, първите признаци на поражение са обилно отделяне на носов секрет, стягане в гръдния кош и свиване на зениците. Много бързо настъпва затруднено дишане, гадене, повръщане, неконтролируемо уриниране, конвулсии, гърчове, жертвата изпада в кома и умира от задушаване поради парализа на диафрагмата.
Третирането на пострадали от зарин включва незабавно приложение на атропин и пралидоксим от личния противохимически пакет. Атропинът третира физиологическите симптоми на отравянето – мускулната парализа, а пралидоксим възстановява нивата на ацетилхолинестеразата. Пострадалият трябва незабавно да бъде изведен от заразената зона и да се извърши дегазация и деактивация на заразените участъци от кожата.